# Акбулак (Талгарський район)
Акбула́к (каз. Ақбұлақ) — село у складі Талгарського району Алматинської області Казахстану. Входить до складу Бесагаського сільського округу.
Населення — 192 особи (2021; 167 у 2009, 173 у 1999, 134 у 1989).